# Derecho concursal
El Derecho concursal es la rama del Derecho mercantil formada por las normas sustantivas y procesales que tienen por objeto la regulación del concurso de acreedores. Su finalidad es buscar una solución a la situación de insolvencia de un deudor respecto a varios de sus acreedores, para que el primero pueda finalmente cumplir con sus obligaciones. En Derecho español su regulación se encuentra de manera unitaria en la Ley 22/2003, de 9 de julio, Concursal y a nivel europeo respecto de los casos de Derecho internacional privado en el Reglamento (UE) 2015/848 del Parlamento Europeo y del Consejo de 20 de mayo de 2015.
El concurso de acreedores se trata de un proceso judicial civil cuyo principal objetivo es alcanzar un acuerdo entre el deudor insolvente y sus acreedores. Comprende las especialidades normativas a que se somete al conjunto de los acreedores de un deudor y a él mismo cuando no puede satisfacer todas sus obligaciones de manera regular debido a su insolvencia. El deudor insolvente se ve imposibilitado para pagar ya que tiene más acreedores que bienes o crédito para satisfacerlos (situación de impotencia patrimonial).
Esta situación de crisis económica o insolvencia se resuelve según la legislación concursal aportando dos tipos de soluciones como conclusión del concurso: 
- Convenio entre el deudor y la mayoría de sus acreedores ordinarios: los créditos del deudor serán satisfechos con las correspondientes quitas y/o esperas.
- Liquidación del patrimonio del deudor (no confundir con la liquidación de las sociedades mercantiles): consiste en realizar la liquidación ordenada de todo el patrimonio del deudor concursado para la satisfacción igualmente ordenada de sus deudas. Se trata de una conversión en dinero de los bienes y derechos que integran la masa activa del concurso mediante la realización de los mismos para el pago de los acreedores.

El Derecho Concursal es aquella rama del Derecho Mercantil/Comercial, en la cual el ordenamiento jurídico regula situaciones de insuficiencia económico-financiera, a través de institutos preventivos o liquidatorios, sujetos a la voluntad de las partes o la dirección del poder etatico, que expresada en forma de negocio jurídico o resolución de la autoridad competente, tiende a recomponer la relación entre acreedores y deudor en forma íntegra, llámese extinguiéndose la relación por un proceso de ejecución colectiva (judicial o administrativa) o modificandose por un negocio jurídico.

## Historia
A largo de la historia se han ido sucediendo instituciones precursoras de lo que hoy en día entendemos por Derecho concursal y concurso de acreedores. En primer lugar, el origen de la posibilidad de concurrencia de acreedores en torno a un deudor común, con el fin de ejecutar sobre sus bienes las deudas que tuviere en impago, se da desde el año 326 a. C., según algunos y 428 a. C. según otros, en Roma, con la expedición de la Lex Poetelia Papiria por parte del cónsul Cayo Poetelio Libón. Anteriormente y en virtud del "Nexum", la responsabilidad por obligaciones no cumplidas era de carácter personal y no patrimonial, por lo que era la persona del deudor la que solventaba el pago, ya fuera como esclavo o aun con su vida. A partir de dicha ley, se reconoció una prenda general tácita sobre todos los bienes del deudor, a efecto de que solo respondiera con ellos por sus obligaciones, salvo que se tratara de un delito, pues entonces sí habría lugar a que su persona y/o su libertad fueran afectados. A esto se le llamó en el Derecho romano cesión de bienes, o cessio bonorum.

## Fundamento y razón de ser
En el supuesto que el deudor dispone de medios suficientes para atender todas sus obligaciones, la tutela de los acreedores está respaldada por el principio de responsabilidad patrimonial universal del artículo 1911 del Código Civil de España. La regla general para estos casos es que el acreedor insatisfecho se dirija individualmente contra el patrimonio del deudor para lograr la satisfacción de su crédito a través del procedimiento general de embargo y ejecución. Esta ejecución singular del acreedor se rige por un principio de prioridad temporal (prior tempore potior iure); por lo que en el caso de que el deudor insolvente tenga una pluralidad de acreedores se dará preferencia en el cobro en razón de la prioridad en el tiempo.
La ejecución singular ejercitada por el acreedor (regida por el principio de prioridad temporal) supone imaginar dos posibles supuestos: 
- a) Pluralidad acreedores + patrimonio deudor suficiente = cada acreedor podrá iniciar un procedimiento de ejecución singular pudiendo lograrse la satisfacción forzosa de todos los créditos del deudor. Este supuesto no produce problemas.

- b) Pluralidad acreedores + patrimonio deudor insuficiente = en base al principio de prioridad temporal sólo cobrarán los primeros acreedores (los más diligentes, audaces o que más cerca estén del deudor) y el resto de acreedores corren el riesgo de no cobrar sus créditos. Este supuesto produce graves consecuencias.

### Del principio de prioridad temporal en el cobro al principio de paridad de trato/comunidad de pérdidas
Hay dos razones críticas contrarias a la aplicación del principio de prioridad temporal en los casos de un deudor insolvente con una pluralidad de acreedores.
- 1. Equidad y justicia: puede que no se esté premiando al acreedor más diligente sino al que dispone de más información, tal vez porque esté muy próximo al círculo íntimo del deudor (sus familiares o amigos), o al que ostenta un mayor poder económico y, consiguientemente, mejor preparación, como sucede con los acreedores profesionales, incluyendo los especializados en la concesión y recuperación de créditos.
- 2. Eficiencia del mercado: se estaría permitiendo que el deudor continuara con su actividad generando cada vez mayor insatisfacción entre más acreedores, lo que, a su vez, provocaría, con más que probable seguridad, el llamado efecto dominó (si el acreedor no recibe el pago, no puede a su vez pagar a sus propios acreedores).

Por estos motivos principales, la respuesta del Derecho a las situaciones de insolvencia, con más razón a la empresarial, es el concurso de acreedores. Se trata de un procedimiento universal que reúne necesariamente a todos los acreedores de un mismo deudor insolvente para procurar la satisfacción ordenada de todos ellos, de modo que las pérdidas les afecten por igual. Por este motivo se sustituye el principio de la preferencia en el cobro en razón de la prioridad en el tiempo, propia de la satisfacción individual, por la satisfacción colectiva con arreglo al principio de paridad de trato, de comunidad de pérdidas o ley del dividendo (par condicio creditorum), remplazándose el derecho general por un derecho especial (derecho concursal) en el que, sobre los intereses individuales de los acreedores, prevalece el interés colectivo de todos ellos.
Así pues el ordenamiento jurídico encuentra solución para estos casos arbitrando un procedimiento colectivo judicial denominado concurso de acreedores, basado en el principio de igualdad de los acreedores, de comunidad de pérdidas o ley del dividendo (par condicio creditorum). Cuando el deudor dispone de medios suficientes para atender todas sus obligaciones, la tutela de los acreedores está respaldada por el principio de responsabilidad patrimonial universal, pero cuando el deudor no puede satisfacer sus obligaciones es necesario instaurar un procedimiento que asegure la igualdad de los acreedores.

## Análisis económico del Derecho
El análisis económico del Derecho propone resolver el problema de la asimetría de la información en el Derecho concursal alineando la información privada con los incentivos. Cuando una empresa es declarada en concurso mercantil, la propuesta consiste en que los acreedores registrados, mediante la adjudicación a éstos de acciones sobre una empresa reorganizada, pasen a ser propietarios de la misma, de modo que ahora los acreedores, como accionistas de la concursada, tomen una determinación más informada sobre si se debe conservar la sociedad o proceder de forma inmediata a la liquidación de la misma.